# Michaela Eßl
Michaela Eßl (* 27. Oktober  1988 in Abtenau) ist eine österreichische Skibergsteigerin.

## Leben
Sport begleitete die in Abtenau aufgewachsene Michaela Eßl schon von klein auf. Vor allem Skitouren mit ihrem Vater Toni Eßl hatten es ihr stets angetan. Auch Toni Eßl nahm an zahlreichen Skitourenrennen erfolgreich teil. Aus Spaß nahm sie 2008 bei Rennen im Skibergsteigen teil und feierte auf Anhieb Siege. Dadurch wurden die Verantwortlichen im österreichischen Verband (ASKIMO, Austrian Ski Mountaineering Organisation) auf sie aufmerksam und holten sie ins Nationalteam.
Auf nationaler Ebene gewann Eßl in den beiden folgenden Jahren so gut wie alle namhaften Bewerbe, darunter die Mountain Attack in  Saalbach, den Achensee Xtreme und den Dachstein Xtreme. International zeigte sie mit zwei Europameisterschafts-Silbermedaillen 2009 in der Klasse „Espoirs“ (Unter 23 Jahren), dass ihr Potenzial noch höher liegt. Dies bestätigte sie mit dem Weltmeistertitel der „Espoirs“ 2010 in Andorra, wo sie überdies Bronze im Vertical-Bewerb sowie mit der Staffel holte. Somit holte sie den ersten Weltmeister-Titel im Skibergsteigen für Österreich.
2011 wurde sie hinter Andrea Fischbacher und Marlies Schild mit dem bronzenen Löwen bei der Leonidas Sportgala ausgezeichnet.
Die internationale Wettkampfsaison 2012/1013 verlief für Eßl wegen gesundheitlicher Probleme sehr unbefriedigend, so musste sie von der Weltmeisterschaft in Pelvoux (Frankreich) abreisen, ohne in einem Rennen gestartet zu sein.
Für den Winter 2013/2014 verließ Eßl das österreichische Nationalteam. Anstelle der Weltcupbewerben legte sie den Fokus auf Starts bei klassischen Langstreckenrennen wie der Sella Ronda in Italien oder der Patrouille des Glaciers in der Schweiz.
Um noch gezielter an Kondition, Kraft und Technik arbeiten zu können, trainiert Michaela Eßl von 2010 bis 2015 im Olympiazentrum Salzburg in Rif.
Von Beruf ist Michaela Eßl Polizistin am Posten Abtenau. Als Polizistin im Polizei-Skitourenkadern erhält sie die für den Sport notwendigen zusätzlichen Urlaubszeiten. Eßl wurde 2011 Bundespolizeimeisterin auf dem Rennrad, 2010 zusätzlich auch auf dem Mountainbike.

## Sportliche Erfolge
- Weltmeisterschaft

2011 in Claut (ITA):
6. Platz Staffel
2010 in Andorra:
1. Platz Individual Klasse Espoir
3. Platz Vertical Klasse Espoir
3. Platz Relay (Staffel) mit Lydia Prugger und  Veronika Swidrak
5. Platz Team
- Weltcup

2013:
5. Platz Ski Alp Race Ahrntal Individual
8. Platz Ski Alp Race Ahrntal Vertical
2012:
5. Platz Trofeo dell‘Etna – Individual Race
6. Platz Trofeo dell‘Etna – Vertical Race
2011:
10. Platz Transcavallo - Individual
2010:
Weltcupgesamtsiegerin Klasse Espoir
4. Gesamtplatz allgemeine Klasse
3. Platz Patrouille des Glacier mit Lydia Prugger und Veronika Swidrak
2009:
1. Platz Dachstein X-treme - Individual (Espoir)
9. Platz Weltcup, Civetta Ski Raid – Vertical Race
2008:
2. Platz Monte di Brenta – Single Race (Espoir)
- Long Distance Rennen (Grand Course)

2010:
4. Platz Patrouille des Glacier mit Lydia Prugger und Veronika Swidrak
- Europameisterschaft

2012: in Pelvoux (FRA):
4. Platz Sprint
6. Platz Individual
8. Platz Vertical
5. Platz Staffel
2009: in Tambre (ITA)
2. Platz Espoir Individual
2. Platz Espoir Vertical
- Nationale Bewerbe

2017:
1. Rang Mountain Attack Marathon
1. Rang Hochkönig Erztrophy Sprint (ÖM 2017 Sprint)
1. Rang Hochkönig Erztrophy Individual
2015:
1. Rang Mountain Attack Marathon
2014:
1. Rang Mountain Attack Marathon
1. Rang Erztrophy (ÖM 2014 Individual)
1. Rang Schönleitentrophy (ÖM 2014 Vertical)
2013:
1. Rang Hochkönigs-Trophy
1. Rang Champ or Cramp Spittal/Drau, (ÖM 2013 Vertical)
2012:
1. Rang Achensee Xtreme, ÖM 2012
2. Rang Jennerstier (ÖM 2012 Vertical)
1. Platz Mountain Attack Marathon
1. Platz Diabolo Race
2011:
1. Rang Achensee Xtreme, ÖM 2011
2010:
1. Platz Laserzlauf
1. Platz Mountain Attack Marathon
1. Platz Achensee Xtreme, Österreichische Meisterin Single
1. Platz Dachstein Xtreme
2009:
1. Platz Knappen-Königs Trophy, Österreichische Meisterin Individual
1. Platz Gasteiner 24 h Marathon (Weltrekord)
1. Platz Dammkarwurm, Österreichische Meisterschaft Team
1. Platz Lesachtaler Tourenlauf
2008:
1. Platz Dachstein Xtreme
1. Platz Preberlauf